# MC Brinquedo
Vinicius Ricardo de Santos Moura (São Paulo, 3 de agosto de 2001), mais conhecido como MC Brinquedo, é um cantor e compositor brasileiro.

## Biografia
Vinicius nasceu no bairro Vila Natal, localizado na Zona Sul de São Paulo, filho de Lidiane e Júlio, sendo que ingressou na carreira do funk ousadia no ano de 2014, aos treze anos, através de uma participação no videoclipe "Passinho do Faraó", do MC Bin Laden. Sua primeira canção de notoriedade foi "Boquinha de Aparelho", onde entoava no refrão os versos: Tu vai lamber, tu vai dar beijo / Tu vai mamar com essa boquinha de aparelho. Desde então, ele tornou-se conhecido nas mídias além do lírico considerado inadequado para a sua idade, também pelo seu carisma e diversão com que abordava os temas e se relacionava com os fãs. MC Brinquedo, como é conhecido, foi o autor de um hit de internet, onde, durante um churrasco de reunião da sua gravadora, a KL Produtora, o mesmo proferiu a frase "Ô loco tio, meça suas palavras 'parça' ! Sou malandrão!", a qual acumula milhões de visualizações no site YouTube. Devido ao sucesso da frase, em 2015 foi lançado o projeto de um gibi sobre MC Brinquedo e MC Pikaloka . Além disso, o personagem que ele adotou, com o cabelo pintado nas cores azul e rosa, tornou-se figura de caráter nacional, resultando em críticas positivas e negativas.
O alto teor de pornografia presente nas músicas de Brinquedo provocou revolta em jornalistas, principalmente os de maior idade, que consideram isso como um incentivo para a promiscuidade de seus fãs. A música de maior reconhecimento de Brinquedo se chama "Roça Roça", a qual foi disponibilizada no formato de áudio no ano de 2014 pela KL Produtora, durante a chamada "Semana Maluca", e lançada no formato de videoclipe, sob direção de Tom Produções, em março de 2015.
No dia 6 de abril de 2015, foi exibida no programa Custe o Que Custar (CQC), da Rede Bandeirantes, uma matéria especial com os cantores mirins de funk ousadia, onde participaram MC Brinquedo e MC Pikachu, onde eles foram induzidos pelo repórter Maurício Meirelles a praticarem "brincadeiras de crianças" como uma forma de evitar o envolvimento precoce com a sexualidade.

## Discografia

### Álbuns de estúdio
- Único (2020)
- Nasceu na Sul (2024)
- Muito Real (2025)